# Ismail Jakobs
Ismail Jakobs (* 17. August 1999 in Köln) ist ein deutsch-senegalesischer Fußballspieler. Der linke Flügelspieler steht bei der Galatasaray Istanbul unter Vertrag und war deutscher Nachwuchsnationalspieler. Gegenwärtig spielt Jakobs für die A-Auswahl des Senegals.

## Karriere

### Verein
Jakobs begann bereits als Vierjähriger in der Jugend des Stadtteilklubs BC Bliesheim in Erftstadt-Bliesheim mit dem Fußballspielen.
Mit 13 wurde er in das Nachwuchsleistungszentrum des 1. FC Köln aufgenommen, in dessen Einzugsgebiet sich Erftstadt befindet. Mit der Kölner U19 kam er bis ins Halbfinale des DFB-Juniorenpokals, wo die Mannschaft jedoch im Elfmeterschießen gegen Eintracht Braunschweig ausschied.
Ab Sommer 2017 war Jakobs auch für die Regionalligamannschaft aktiv, in die er ab der Folgesaison voll integriert wurde. Beim 0:1 der Profis bei Roter Stern Belgrad stand der Abwehrspieler sogar im Spieltagskader für die Europa League.
In der Vorbereitung auf die Bundesligasaison 2019/20 nahm Jakobs unter dem neuen Cheftrainer Achim Beierlorzer am Trainingslager des Zweitligameisters in Kitzbühel teil und war nach guten Leistungen gemeinsam mit A-Junior Noah Katterbach für den Kader der ersten Mannschaft vorgesehen. Darum beendete er unter anderem seine Verhandlungen mit Mitaufsteiger Paderborn. Durch einen im Trainingslager zugezogenen Muskelbündelriss fiel Jakobs jedoch bis November 2019 aus, stand dann aber nach seiner Rückkehr beim 1:2 gegen die TSG 1899 Hoffenheim am 11. Spieltag gleich in der Startelf. Beim 4:2-Sieg gegen Eintracht Frankfurt am 16. Spieltag erzielte er für Köln in der Nachspielzeit seinen ersten Bundesligatreffer zum Endstand. Ab dem 15. Spieltag kam Jakobs unter Beierlorzer und später unter dessen Nachfolger Markus Gisdol weiterhin auf dem linken Flügel, nun jedoch offensiver agierend, zum Einsatz. Nachdem er sich einen Stammplatz hatte erarbeiten können, wurde der Vertrag des Flügelspielers Anfang März 2020 bis zum Jahr 2022 verlängert.
Zur Saison 2021/22 wechselte Jakobs zur AS Monaco. Er unterschrieb beim Verein aus dem Fürstentum, der am französischen Fußball teilnimmt, einen Vertrag bis zum 30. Juni 2026. Jakobs traf in Monaco auf den deutsch-kroatischen Cheftrainer Niko Kovač sowie den deutschen Torhüter Alexander Nübel. Im September 2024 wechselte Jakobs auf Leihbasis in die Türkei zu Galatasaray Istanbul. Am Ende der Saison bestand eine Kaufpflicht in Höhe von acht Millionen Euro, die von Galatasaray erfüllt wurde.

### Nationalmannschaft
Nachdem Jakobs schon am 3. September 2020 beim 4:1-Sieg gegen Moldawien für die U-21-Nationalmannschaft debütiert hatte, berief ihn Stefan Kuntz in den Kader für die Endrunde der Europameisterschaft 2021. Er kam bei fünf von sechs Spielen zum Einsatz. Das Finale der Endrunde gewann Deutschland mit 1:0 gegen Portugal und kürte sich somit zum Europameister.
Anfang Juli 2021 wurde Jakobs von Stefan Kuntz in den Kader der deutschen Olympiaauswahl für das Fußballturnier der Olympischen Sommerspiele 2020 berufen. Aufgrund seines Wechsels zur AS Monaco nahm er jedoch nicht am Turnier teil.
Im September 2022 entschied sich Jakobs, künftig für die senegalesische Nationalmannschaft aufzulaufen. Aliou Cissé nominierte ihn daraufhin für die folgenden Testspiele, die die letzten Länderspiele vor der Weltmeisterschaft 2022 in Katar waren, im Rahmen derer der Flügelspieler zu einem Kurzeinsatz kam.

## Privates
Ismail Jakobs wuchs zunächst in der Nähe des Aachener Weihers in Köln auf, wohnt aber bereits seit seinem zweiten Lebensjahr im Erftstadter Stadtteil Liblar. Jakobs’ Vater stammt aus dem Senegal. Er hat zwei Brüder, von denen einer beim 1. FC Köln in der Jugendabteilung spielt. Jakobs hat den Realschulabschluss. Sein Cousin ist der Boxer Nathanael Lukoki.

## Titel und Auszeichnungen
Nationalmannschaften
- U21-Europameister: 2021

Galatasaray Istanbul
- Türkischer Meister: 2024/25
- Türkischer Fußballpokal: 2024/25

Auszeichnungen
- Bundesliga Rookie Award: Dezember 2019